# Durán-Sindreu
Durán-Sindreu Abogados y Consultores de Empresa es una firma independiente de abogados y economistas con más de 40 años de experiencia en el mercado legal y de la consultoría. Los socios que conforman la firma conjuntamente con Antonio Durán-Sindreu son Toni Durán-Sindreu y José Manuel Luna.
El objetivo de la firma es ayudar a sus clientes a resolver sus necesidades de asesoramiento legal y de negocio mediante una amplia gama de servicio adaptados a sus características y sector de actividad. En la actualidad la firma divide su actividad en tres grandes áreas de actuación:
- Legal
- Fiscal
- Consultoría

## Antonio Durán-Sindreu
Antonio Durán-Sindreu Buxadé es socio director de la firma y actualmente centra su actividad en la estrategia e innovación técnica, el asesoramiento en operaciones de especial relevancia y en su actividad social y de representación del despacho.
Su área principal de práctica es la fiscalidad, materia en la que asesora y a la que dedica numerosas horas de estudio. Desde enero de 2012 y hasta enero de 2014 ha sido Presidente de la Asociación Española de Asesores Fiscales (AEDAF), habiendo ya ejercido este cargo anteriormente desde el año 2000 hasta el 2003. Fue también Delegado de Cataluña y Baleares los años 1998 y 1999. Miembro número 01179.
Doctor en Derecho y Economista, es consejero de empresas y participa activamente en la sociedad civil con artículos en prensa, publicación de libros y una significativa presencia en diversas asociaciones de carácter técnico.
En el campo docente, es director del máster en Fiscalidad de la Barcelona School of Management (UPF-IDEC), director académico del Postgrado en Fiscalidad de la Universitat d’Andorra y es profesor en la Universidad Pompeu Fabra de las asignaturas Régimen Fiscal de la Empresa y Sistema Fiscal Español.